# Chiesa di Sant'Orsola (Monaco di Baviera)
La chiesa di Santa Ursula (in tedesco: Stadtpfarrkirche St. Ursula) è il principale luogo di culto cattolico del quartiere monacense di Schwabing.
La chiesa, opera dell'architetto August Tiersch, è uno dei più begli esempi di edificio religioso neorinascimentale in Germania.

## Storia
A partire dal XIX secolo, Schwabing, il paese a nord di Monaco di Baviera, cresceva sempre di più e nel 1887 venne elevato al rango di città. L'antica chiesa parrocchiale di origini medioevali, dedicata a Santa Ursula, situata nel cuore del vecchio borgo di Schwabing non riusciva più a contenere tutti i parrocchiani.
I progetti di una nuova chiesa spaziosa e dignitosa, situata nella nuova Schwabing (a sud-ovest rispetto al vecchio borgo), vennero affidati all'architetto e docente universitario August Thiersch. La costruzione venne avviata nel 1894 con la posa della prima pietra e terminò nel 1897. Il 10 ottobre dello stesso anno la chiesa venne consacrata e dedicata a Sant'Orsola; la vecchia chiesa, diventata curaziale, venne dedicata nel 1921 a San Silvestro.
Durante la seconda guerra mondiale, la chiesa non ha subito importanti danni ad eccezione della perdita delle vetrate policrome, nel 1944. In seguito è stata restaurata più volte, nel 1956, nel 1977-1980 e nel 1984, pur mantenendo inalterate le caratteristiche originarie; tra il 2009 e il 2011 è stata restaurata la torre campanaria.

## Descrizione

### Arte e architettura
La chiesa di Sant'Orsola è in stile rinascimentale, ispirata in parte alle architetture di Filippo Brunelleschi, tra le quali la Basilica di Santo Spirito a Firenze. Nella chiesa si trovano alcune terrecotte invetriate di ispirazione robbiana opera di Balthasar Schmitt.

### Esterno

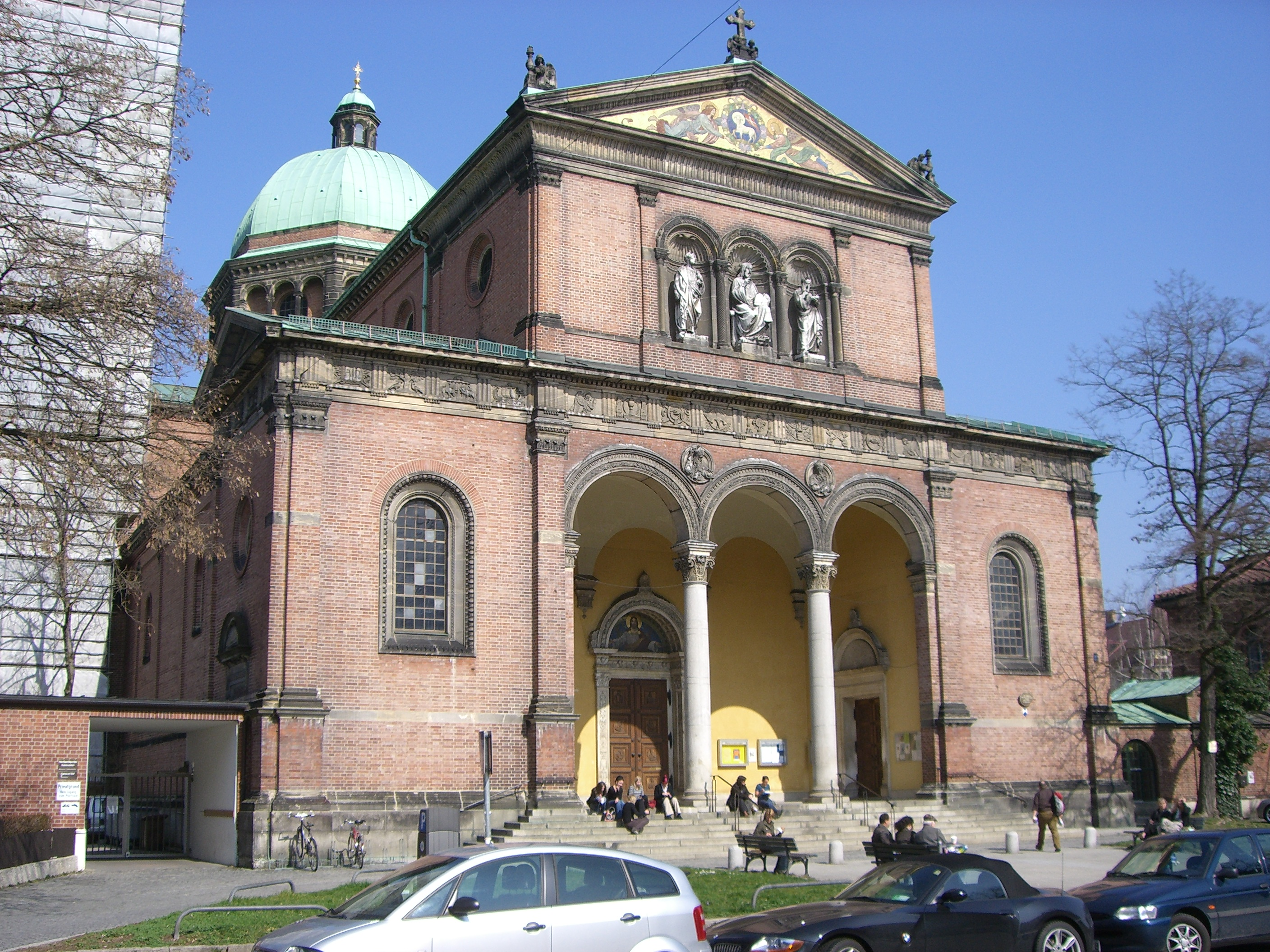
La facciata

L'esterno è caratterizzato da un paramento murario in mattoncini rossi con elementi decorativi in pietra. La facciata è a salienti e, in corrispondenza di ciascuna navata laterale, si apre una grande monofora con arco a tutto sesto; in corrispondenza della navata centrale, invece, in basso vi è un portico a tre arcate con volta a crociera e, in alto, all'interno di una trifora, tre statue raffiguranti al centro Cristo in trono e ai lati San Pietro (a sinistra) e San Pietro (a destra). Il timpano è decorato da un mosaico su sfondo dorato raffigurante l'Agnello sorretto da due angeli. Il portale principale, che si apre sotto il portico della facciata, presenta una ricca cornice marmorea ed una strombatura con cassettoni quadrangolari; nella lunetta, vi è un mosaico raffigurante Gesù.
Alla sinistra della chiesa, si eleva la torre campanaria. Questa accoglie un concerto di cinque campane installato nell'autunno del 2010, composto da quattro nuove campane ed una, la più grande, del 1897:
| Numero | Nome              | Nota   | Peso     | Diametro | Anno |
| ------ | ----------------- | ------ | -------- | -------- | ---- |
| 1      | Ursulaglocke      | Si 2   | 2.500 kg | 170 cm   | 1897 |
| 2      | Marienglocke      | Re# 3  | 1.700 kg | 150 cm   | 2010 |
| 3      | Nikolausglocke    | Fa# 3  | 1.000 kg | 120 cm   | 2010 |
| 4      | Schutzengelglocke | Sol# 3 | 600 kg   | 100 cm   | 2010 |
| 5      | Floriansglocke    | Si 3   | 280 kg   | 85 cm    | 2010 |

### Interno

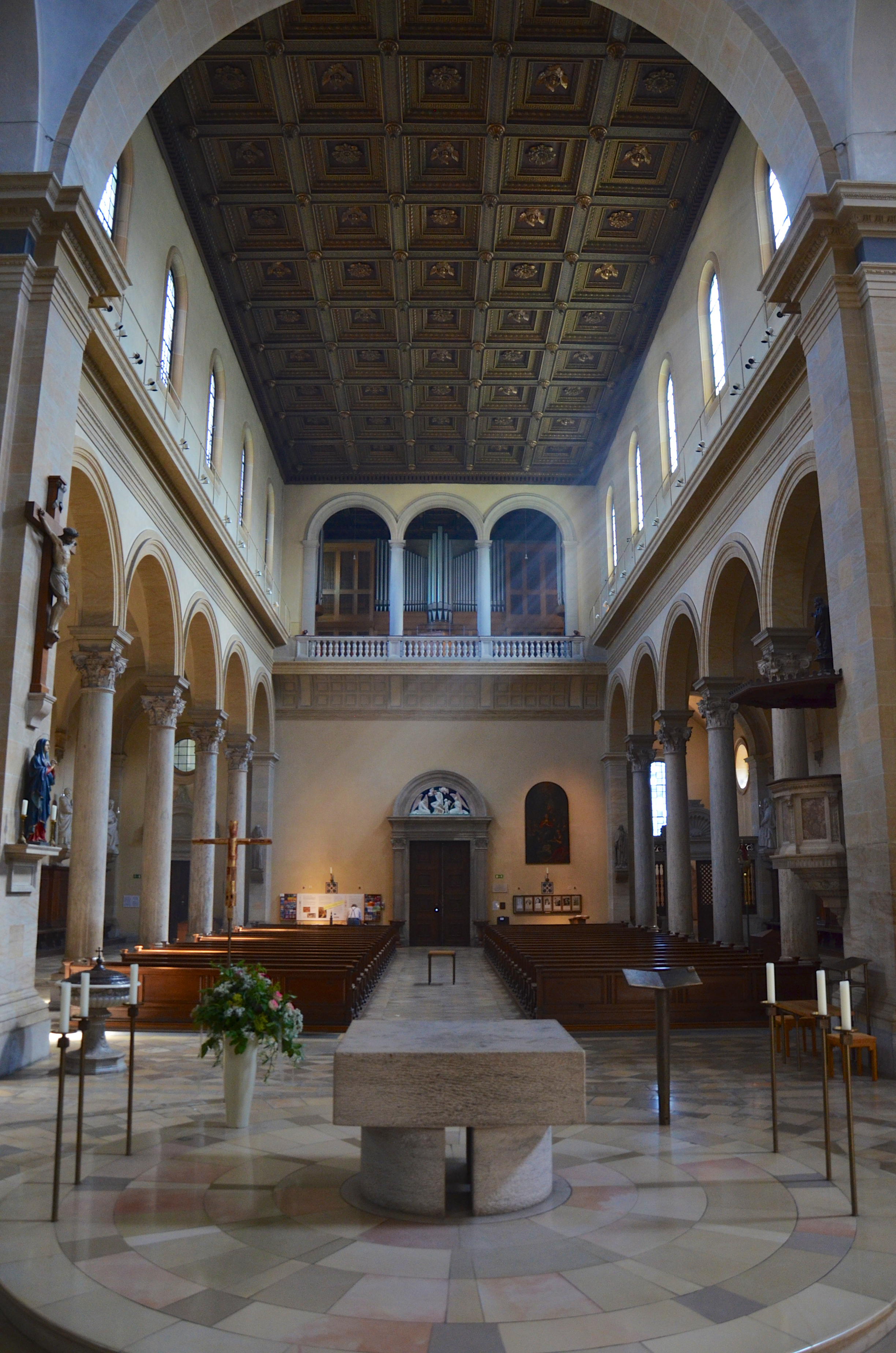
Interno verso la controfacciata

L'interno della chiesa è a pianta a croce latina, con aula suddivisa in tre navate, transetto sporgente e profonda abside semicircolare.
L'aula è suddivisa in tre navate da due file di cinque archi a tutto sesto ciascuna sorretti da colonne corinzie; la navata centrale è coperta con soffitto a cassettoni ligneo ed illuminata da ampie monofore ad arco, mentre le navate laterali sono coperte con volta a crociera. In controfacciata, al di sopra del portale, vi è la cantoria, che si apre sulla navata con una triplice arcata preceduta da una balaustra. In fondo alla navata centrale, sulla sinistra, vi è il pulpito.
La crociera è a pianta quadrata ed è coperta da una cupola con tamburo e lanterna. In corrispondenza di essa, vi è il presbiterio, realizzato nel 1984, rialzato di alcuni gradini, al centro del quale si trova il moderno altare in marmo, affiancato dall'ambone. I due bracci del transetto e il coro sono coperti con volta a botte a cassettoni. L'abside semicircolare accoglie l'antico altare maggiore in marmi policromi. Questo è sormontato da un ciborio con calotta musiva semicircolare sorretta da colonne e pilastri corinzi con i capitelli dorati. Sopra il tabernacolo vi è un tempietto con cupola.

### Organi a canne
Sulla cantoria in controfacciata, si trova l'organo a canne G. F. Steinmeyer & Co opus 1827, costruito nel 1952. Lo strumento, attualmente in abbandono, è a trasmissione elettrica ed ha un totale di 60 registri; la sua consolle dispone di tre tastiere e pedaliera. Il materiale è racchiuso all'interno di una cassa parzialmente provvista di mostra, composta da canne di principale poste fuori cassa.
A ridosso delle due pareti laterali del coro, si trova un organo a canne costruito nel 1984 dall'organaro Winfried Albiez. La trasmissione è mista, meccanica per i manuali e il pedale ed elettronica per i registri (che sono in totale 45), le unioni e le combinazioni. Il materiale fonico è alloggiato all'interno di due casse simmetriche contrapposte; il basamento di entrambe è costituito dai preesistenti stalli lignei del coro e la mostra è composta da tre cuspide di canne di principale, ciascuna all'interno di un proprio campo ad arco. La consolle è anch'essa situata nel coro ed è dipinta esternamente a finto marmo; essa dispone di quattro tastiere e pedaliera concava.

## Galleria d'immagini

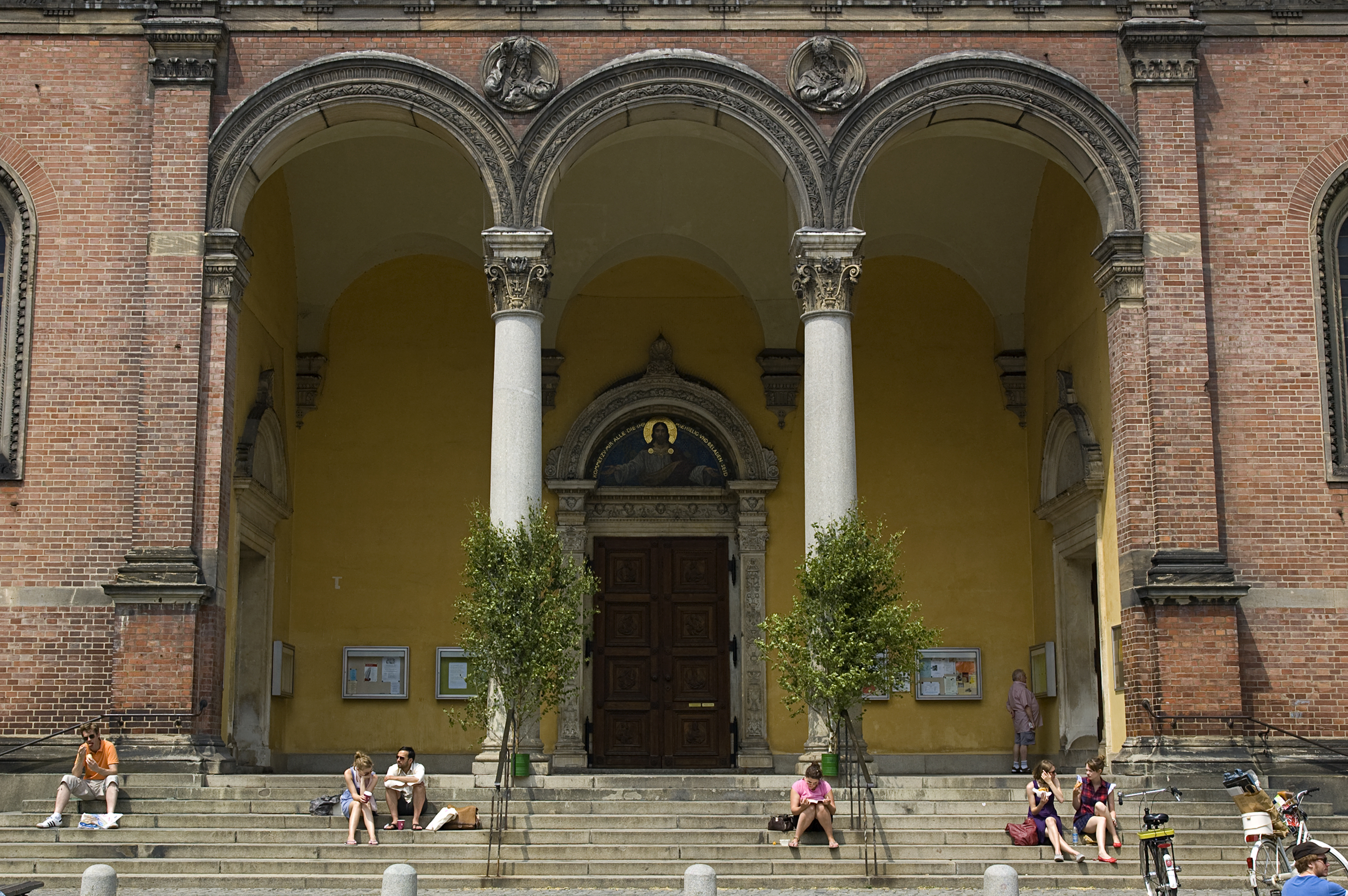
Il portico della facciata
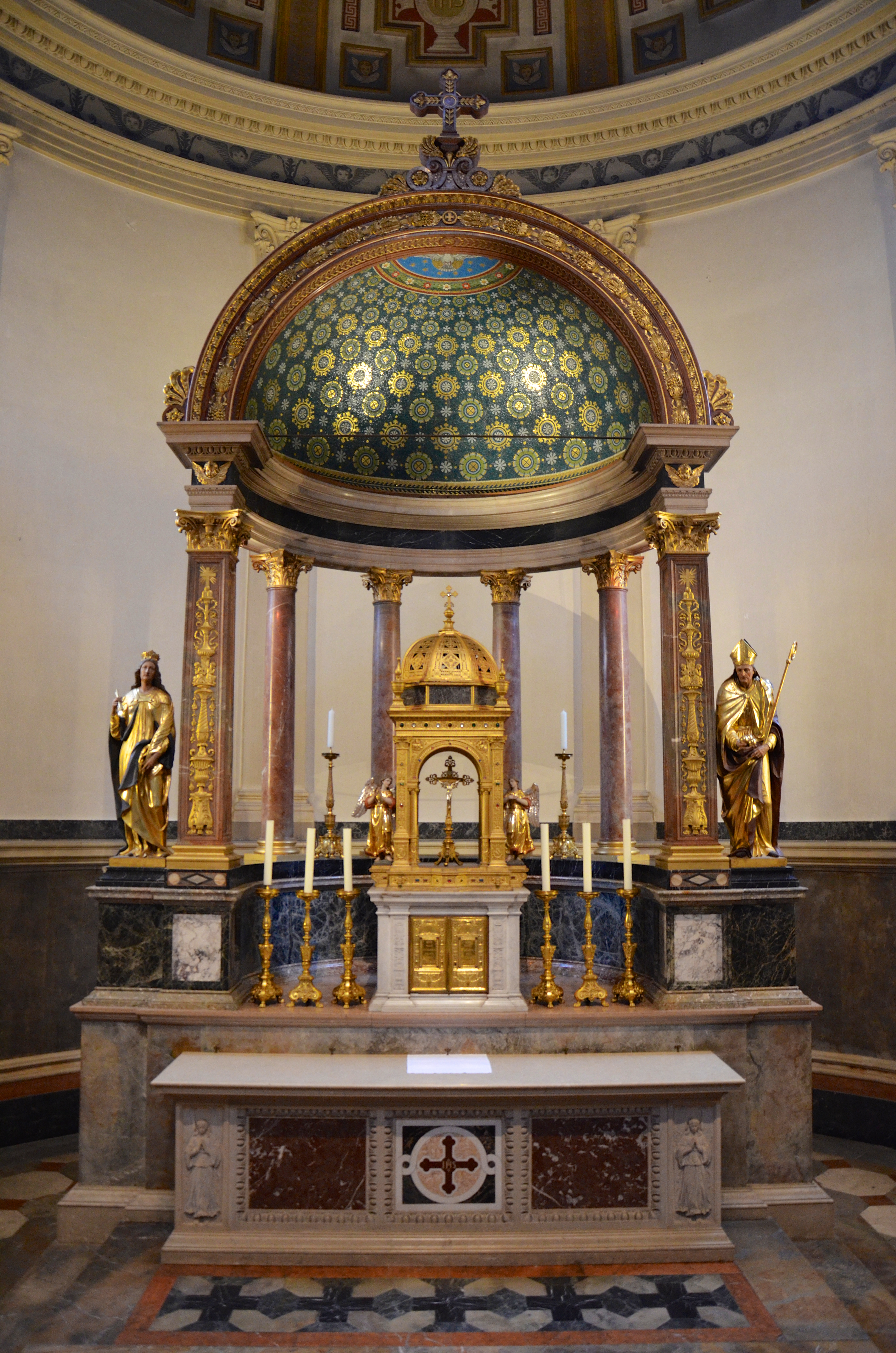
L'antico altare maggiore
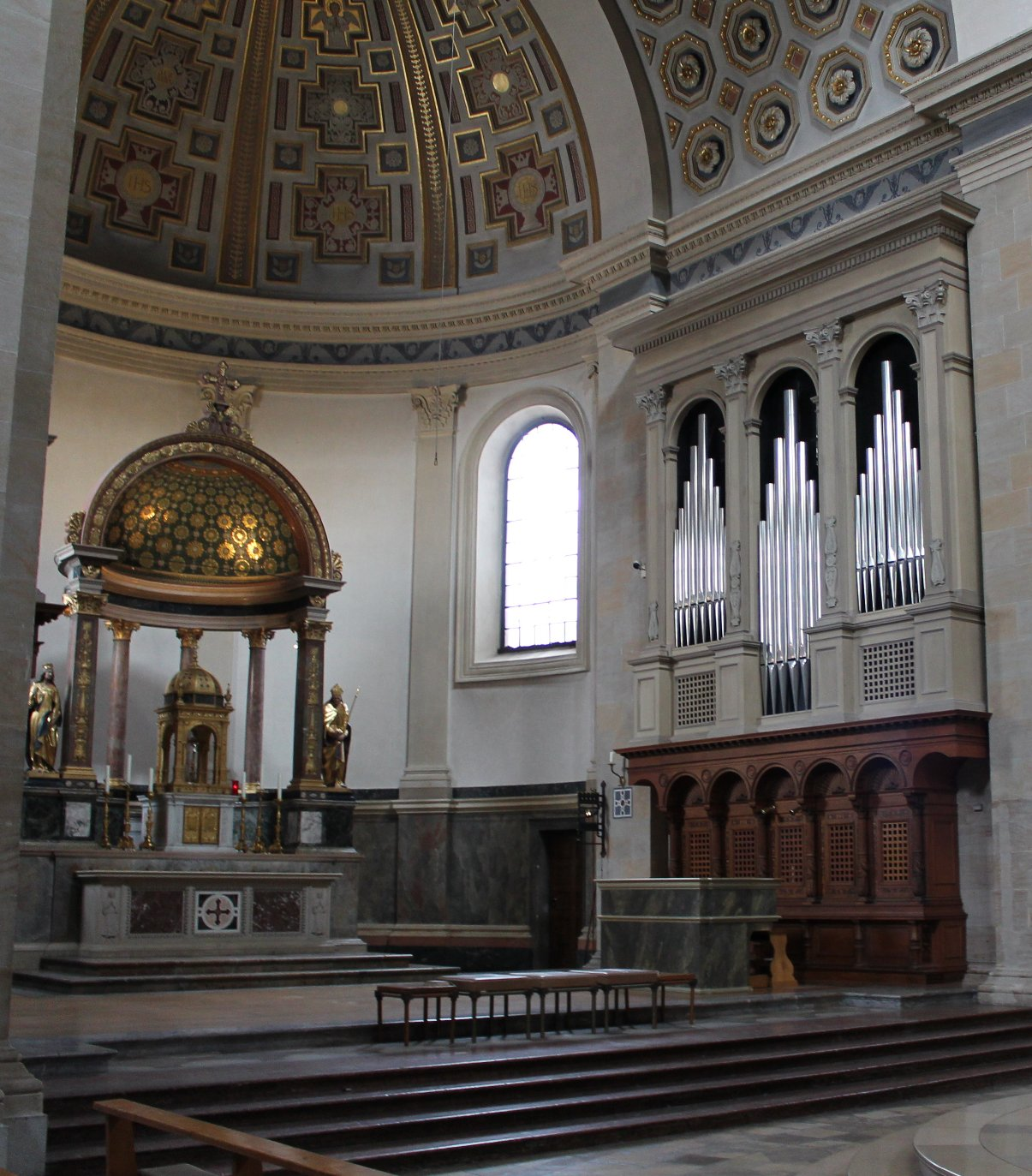
Il coro con l'organo
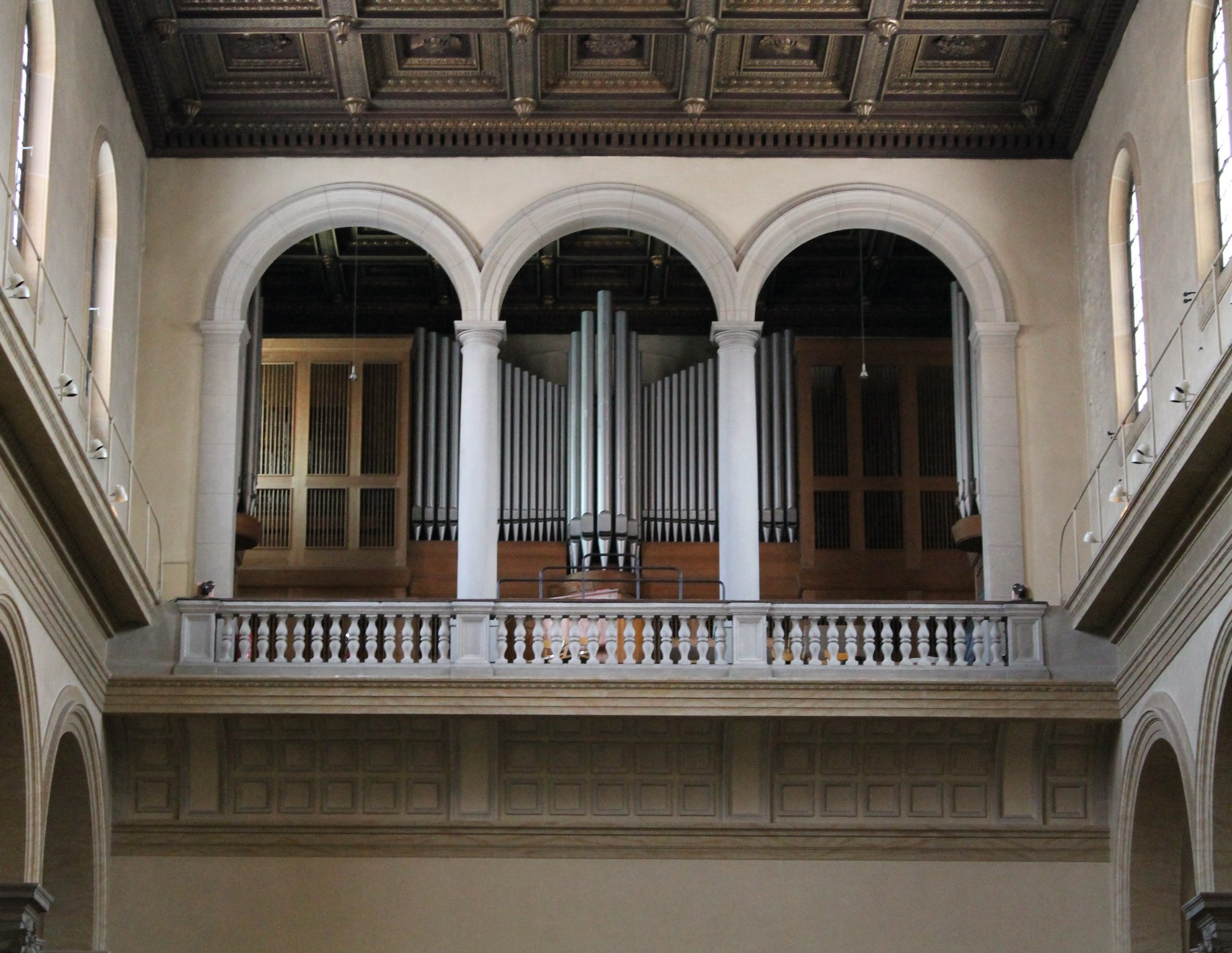
L'organo della controfacciata